# Theodor von Heldreich

Theodor von Heldreich

Theodor Heinrich Hermann von Heldreich (* 3. März 1822 in Dresden; † 7. September 1902 in Athen) war ein deutscher Botaniker. Er war befreundet mit Charles Darwin, sein botanisches Autorenkürzel lautet „Heldr.“

## Leben
Theodor von Heldreich war der Sohn des Conrad Friedrich Robert Heldreich und der Amalia Charlotte Humbold. Damit entstammte er der alten Görlitzer Adelsfamilie Heldreich.
Nach dem Studium der Philosophie in Freiburg wandte sich Heldreich von 1837 bis 1842 der Botanik in Montpellier und Genf zu. 1843 ließ er sich in Athen nieder, von wo aus er zahlreiche Exkursionen unternahm. Von 1849 bis 1851 hielt er sich in England auf und war Herbar-Konservator in Paris.
Heldreich war ab 1851 Direktor des Botanischen Gartens in Athen. Außerdem war er von 1858 bis 1883 Konservator des Naturhistorischen Museums der Universität Athen. In einem Briefwechsel vom 9. August 1877 bzw. 8. Februar 1878 ist Heldreichs Freundschaft mit Charles Darwin herauszulesen. 1892 wurde Heldreich Mitglied der Deutschen Akademie der Naturforscher Leopoldina. Außerdem erhielt er die Ehrendoktorwürde der Universität Königsberg.

## Ehrungen
Die Pflanzengattung Heldreichia Boiss. aus der Familie der Kreuzblütengewächse (Brassicaceae) ist zu seinen Ehren benannt worden.

## Werke (Auswahl)
- Die Nutzpflanzen Griechenlands. Mit besonderer Berücksichtigung der neugriechischen und pelasgischen Vulgarnamen. Wilberg, Athen 1862, online.
- Die Pflanzen der Attischen Ebene. In: Griechische Jahreszeiten. Band 5. Bergas, Schleswig 1877, ZDB-ID 648735-x, S. 471–597.
- Catalogus systematicus herbarii Theodori G. Orphanidis professoris botanices. Nunc munificentia clarissimi Theodori P. Rhodocanakis in Museo botanico Universitatis Athenarum. Ricci, Florentiæ 1877.
- Beiträge zur Kenntniss des Vaterlandes und der geographische Verbreitung der Rosskastanie, des Nussbaums und der Buche. In: Sitzungsberichte des Botanischen Vereins der Provinz Brandenburg 21, 1879, S. 139–153.